# Civilização védica

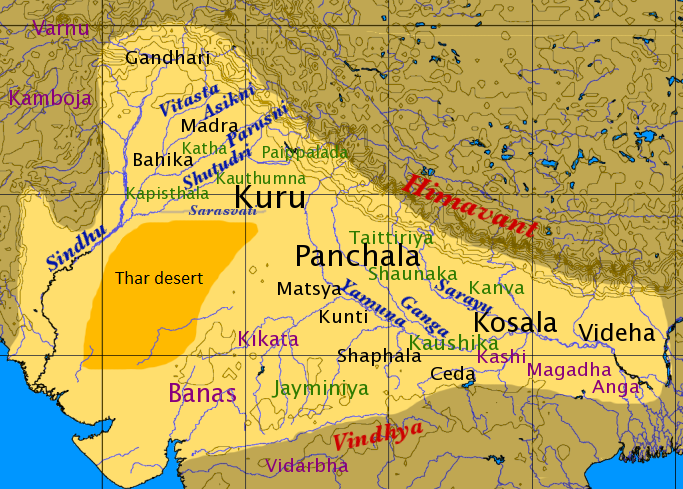
Mapa da Índia setentrional no período védico tardio

A civilização védica - segundo o que consta nos Vedas, foi a civilização que floresceu na região do subcontinente indiano e tinha como base de sua cultura (tanto material quanto espiritualmente), os princípios que hoje podemos encontrar nos textos védicos. O território então ocupado por aquela civilização corresponde ao atual Panjabe, na Índia e Paquistão, à Caiber Paquetuncuá (Paquistão) e à maior parte da Índia setentrional. 
Segundo a maioria dos estudiosos acadêmicos ocidentais, a civilização védica desenvolveu-se nos segundo e primeiro milênio a.C., embora a própria tradição da literatura védica proponha uma data muito mais remota, chegando a dezenas e centenas de milhares de anos. O sânscrito védico persistiu até o século VI a.C., quando a cultura começou a transformar-se nas formas clássicas do hinduísmo (termo forjado pelos ocidentais para caracterizar e amalgamar a variedade de práticas e escolas de pensamento existentes naquela região que tinham como base os vedas, numa única denominação). Este período da história da Índia é conhecido como a era Védica. 
Em sua fase tardia (a partir de 700 a.C.), assistiu ao surgimento dos Mahajanapadas (os dezesseis grandes reinos indianos da Idade do Ferro); à era védica seguiu-se a idade de ouro do hinduísmo e da literatura clássica em sânscrito, o Império Máuria (a partir de 320 a.C.) e os reinos médios da Índia.
Com base em teorias formadas a partir de estudos linguísticos, a maioria dos estudiosos ocidentais pressupõem que povos de língua indo-ariana migraram para a Índia setentrional, numa onda inicial da expansão indo-ariana a partir da Ásia Central. Ainda segundo esta teoria, os indo-arianos foram amalgamados com os resquícios do que teoricamente se chama civilização do Vale do Indo de maneira a gerar a civilização védica. Os estudiosos divergem ao discutir se a migração para o subcontinente indiano foi pacífica ou violenta (invasão).

## Visão geral
Podem ser identificados seis estratos cronologicamente distintos no idioma védico (Witzel 1989).
1. Rigvédico: O Rigveda é, de longe, o mais antigo dos textos védicos preservados, e contém muitos elementos indo-iranianos, tanto na linguagem quanto no conteúdo, que não estão presentes em nenhum outro texto védico. A sua criação deve ter durado vários séculos, e, sem contar os livros mais novos (1 e 10), deve ter sido essencialmente completo em 1 200 a.C.. Arqueologicamente, esse período pode corresponder à Cultura de Túmulos de Gandhara, a Cultura de cemitérios H da região do Punjabe e a Cultura de cerâmicas coloridas com ocre, mais ao leste. Não existe evidência arqueológica ou lingüística suficientemente aceita de continuidade cultural direta a partir da civilização do Vale do Indo.
2. Língua dos Mantras: Esse período inclui ambas as linguagens de mantra e prosa do Atharvaveda (Paippalada e Shaunakiya), o Rigveda Khilani, o Samaveda Samhita (contendo uns 75 mantras que não estão no Rigveda), e os mantras do Yajurveda. Esses textos são derivados em grande parte do Rigveda, mas sofreram algumas mudanças, tanto por mudanças lingüísticas quanto por interpretação. Mudanças conspícuas incluem a mudança de viśva "tudo" para sarva, e o uso da raiz kuru- (ao invés do kṛno- rigvédico) na forma presente do verbo kar-  "fazer, criar". Esse período corresponde com a Idade do Ferro no noroeste da Índia (ferro é mencionado pela primeira vez no Atharvaveda), e ao reino dos Kurus, datando aproximadamente do século XII a.C..
3. Prosa Samhita (aproximadamente 1 100 a.C. a 800 a.C.): Esse período marca o começo da coleção e a codificação de um cânon védico. Uma mudança lingüística importante é a perda completa do modo injuntivo e dos modos do aoristo. A parte de comentários do Yajurveda Negro (MS, KS) pertence a esse período.
4. Prosa Brahmana (aprox. 900 a.C. a 600 a.C.): Os Brahmanas dos quatro Vedas pertencem a esse período, como também os mais antigos dos Upanishads (BAU, ChU, JUB).
5. Língua de Sutra: Esse é o último estrato do sânscrito védico, conduzindo até 500 a.C., incluindo os Shrautasutras e Grhyasutras, e alguns Upanishads  (KathU, MaitrU. Upanishads mais novos são pós-védicos[2]).
6. Sânscrito épico e paniniano: A língua dos épicos Maabárata e Ramáiana, e o Sânscrito Clássico descrito por Pānini, é considerada pós-védica, e pertence à época posterior a 500 a.C. Arqueologicamente, o rápido espalhamento da Cultura de Artigos Pretos Polidos ao longo de todo o norte da Índia corresponde a esse período. O Vedanta mais antigo, o Gautama Buddha e o dialeto prácrito Pali usado nas escrituras budistas correspondem a esse período.

Registros históricos começaram a surgir somente após o final do período védico, e permaneceram escassos durante a Idade Média indiana. O fim da Índia védica foi marcada por mudanças linguísticas, políticas e culturais. A gramática de Panini marca o último ápice da codificação de textos em forma de Sutra, e ao mesmo tempo o início do sânscrito clássico. A invasão do vale do Indo por Dario I no início do século VI a.C. marca o início da influência externa, continuada pelo Reino Indo-Grego, por novas ondas de imigração a partir de 150 a.C. (Abhira, sacas, Cuchana) e, por último, pelos sultões islâmicos. A fonte histórica mais importante da geografia da Índia pós-védica é Arriano, historiador grego do século II, cujo relato é baseado no embaixador do império macedônico em Patna, Megástenes.

## Os quatro Vedas
O período védico é assim denominado porque foi nesta época que os Vedas foram compilados. Os Vedas são antologias de textos cuja data de criação é impossível precisar[carece de fontes?]. São eles em número de quatro:
- Rigveda: hinos compostos em forma poética para recitação em sacrifícios;
- Yajurveda: hinos em prosa para recitação em voz baixa durante os sacrifícios[carece de fontes?],
- Sâmaveda: versos para serem cantados, em grande parte do Rigveda;
- Atharvaveda: foi aceito como um Veda tardiamente[carece de fontes?], e contém fórmulas de encantamento para cura.

## Período rigvédico
A origem da civilização védica e a sua relação com a civilização do Vale do Indo, migração indo-ariana e culturas como a de Cultura de Túmulos de Gandhara continua controversa e politicamente carregada na sociedade indiana, geralmente levando a disputas sobre a história da cultura védica. O Rig Veda é, principalmente, uma coleção de hinos religiosos e alusões a, mas não explicações de, vários mitos e estórias. Os hinos mais antigos contêm vários elementos herdados da sociedade indo-iraniana pré-védica. Entretanto, é difícil definir precisamente o início do "Período Rigvédico", já que emerge indistinguivelmente da era anterior. Também, devido à natureza seminomádica da sua sociedade, é difícil localizá-la, pois descreve, na sua fase mais antiga, tribos que estavam sempre migrando.
Os rigvédicos têm muito em comum com a cultura Andronovo e com os reinos Mittannis, bem como com os iranianos antigos. Acredita-se que a cultura Andronovo é o local da criação das primeiras bigas movidas a cavalo.

## Organização política
Grama, vish e jana eram unidades políticas dos védicos antigos. Vish era uma subdivisão do jana ou krishti, e um grama era uma unidade menor que as outras duas. Ao líder de um grama chamava-se grāmaṇī, e o líder de um vish era chamado de vishpati.
O rashtra (sistema de governo) era governado por um rājan (chefe, 'rei'). Referia-se ao rei geralmente como gopa (protetor) e, ocasionalmente, saṁrāt (governante supremo). Ele governava o povo com o seu consentimento e aprovação, e era eleito de uma classe restrita de 'reis' (rajanya). 
A principal obrigação do rei era proteger a tribo. Ele era ajudado por vários funcionários, incluindo o purohita (sacerdote familiar) e o senānī (general; senā: exército). O purohita não só dava conselhos ao governante, como também dirigia a sua biga e fazia feitiços e encantamentos para garantir sucesso na guerra. Os soldados de infantaria (pattis) e em bigas (rathins), armados com arcos-e-flechas, eram muito comuns. O rei empregava spaś (espiões) e dūtas (mensageiros). Ele coletava impostos (originalmente doações cerimoniais, bali) do povo, os quais ele tinha que redistribuir. Segundo Hegel, a Índia não havia um Estado centrealizado como na China e que por não exercer a arte da guerra não desenvolveu a filosofia política.

## Sociedade e economia

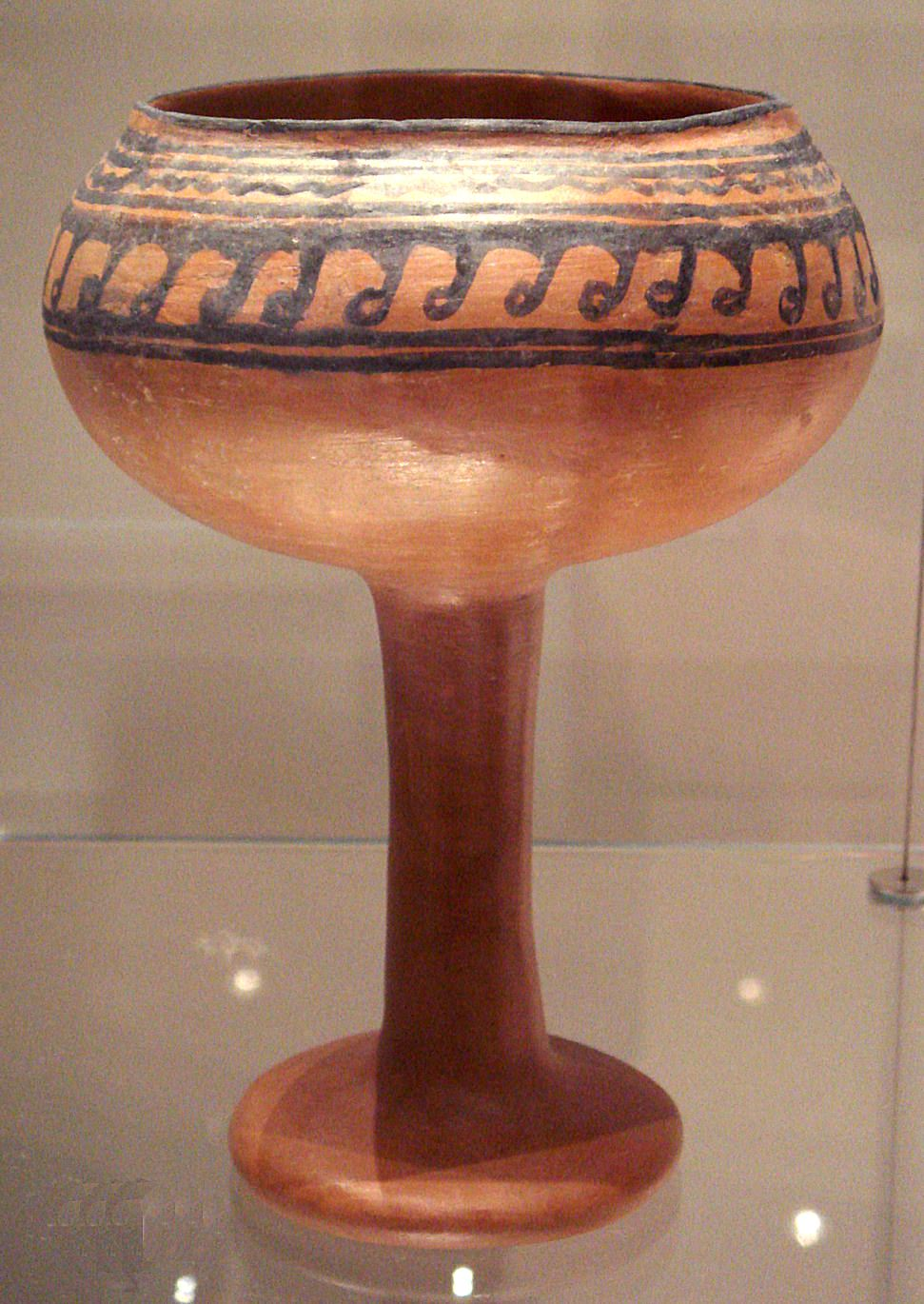
Artigo de cerâmica de Navdatoli, Malwa, 1300 a.C.

As famílias eram patriarcais, e rezava-se por abundância de filhos homens. A sociedade organizava-se em um sistema de quatro varnas  (classes).
O conceito de Varna (classe) e as regras de casamento eram rígidas, como é evidente nos versos védicos (RV 10.90, W. Rau 1957). O status dos brâmanes e xátrias era mais alto que o dos vaixás e sudras. Os brâmanes eram especializados em criar poesia, preservar os textos sagrados e conduzir vários tipos de rituais. Agindo como liderança intelectual, eles também restringiam a mobilidade social entre os varnas, bem como nos campos da ciência, guerra, literatura, religião e meio-ambiente. A enunciação correta dos versos no ritual era considerada essencial para a prosperidade e sucesso nas guerras e colheitas. Os Kshatriyas acumulavam riquezas (gado), e muitos comissionavam a realização de sacrifícios. Os xátrias ajudavam a administrar o governo, mantinham as estruturas sociais e a economia da tribo, e ajudavam-nos a manter a lei e a ordem.
Em princípios do Período Védico, as três primeiras classes (brâmanes, xátrias e vaixás) eram consideradas relativamente iguais, mas, no Período Védico tardio, os brâmanes e xátrias tornaram-se a classe mais alta. Os vaixás eram pastoralistas e fazendeiros; os sudras eram a classe baixa, e deveriam servir às três classes mais altas. Como o sistema de castas tornou-se profundamente enraizado, havia muitas restrições e regras que deveriam ser seguidas.
O gado era muito bem tratado e aparecia freqüentemente nos hinos rigvédicos; as deusas eram comparadas a vacas, e os deuses a touros. A agricultura tornou-se mais proeminente com o tempo, conforme as comunidades começavam a gradualmente assentar-se, no período pós-rigvédico. A economia era baseada no comércio de troca, utilizando gado e outros bens como sal ou metais.

## Práticas religiosas védicas
A religião védica é precursora do hinduísmo moderno. Os textos considerados pertencentes ao período védico são principalmente os quatro Vedas, mas os Brâmanas, Aranyakas e os Upanixades mais antigos, bem como os Shrautasutras mais antigos também são considerados como védicos.
Os rishis dos Vedas eram considerados como poetas inspirados e videntes (no período pós-védico, eram considerados "ouvidores" de um Veda eternamente existente, o Śrauta (aquilo que é ouvido).
A forma de adoração era a prática de sacrifícios, que incluíam o canto de versos do Rigveda, canto de Samans e murmúrio de mantras de oferenda (Yajus). Os sacerdotes realizavam os rituais para as três classes (varna) mais altas da sociedade védica, excluindo estritamente os sudras. As pessoas faziam oferendas pela abundância de chuvas, gado, filhos, vida longa e para 'ir para o céu'.
As principais divindades do panteão védico eram Indra, Agni (o 'fogo sacrificial') e Soma, também nome da bebida mágica.  E outras deidades como Mitra-Varuna, Ariamã, Baga e Amsa, divindades da natureza como Surya (sūrya, o Sol), Vayu (vāyu, o vento) e Prithivi (pṛthivī, a terra). Deusas incluíam Ushas (uṣas, o alvorecer), Prithivi e Aditi. Os rios, especialmente Saraswati, também eram considerados deusas. Os deuses não eram vistos como todos-poderosos; a relação entre os humanos e as deidades era de transação, com Agni fazendo o papel de mensageiro entre os dois grupos. Fortes traços de uma religião indo-iraniana comum permanecem visíveis, especialmente nos cultos a Soma e ao fogo, ambos os quais foram preservados no zoroastrianismo. O Ashvamedha ("sacrifício do cavalo") tem paralelos na cultura Andronovo (II milênio a.C.), em Roma e na Irlanda antiga, e foi continuado na Índia até pelo menos o século IV d.C., e revivido no governo de Jay Singh em 1740.
A religião védica evoluiu nos caminhos hindus da Ioga e do Vedanta, um caminho religioso que considera-se a 'essência' dos Vedas, interpretando o panteão védico como uma visão unitária do Universo, com 'Deus' visto como imanente e transcendente nas formas de Ishvara e Brâman. Esses sistemas de pensamento pós-védicos, juntamente com textos tardios, como os Upanixades, e épicos (como o Bagavadguitá, do Maabárata), têm sido preservados por completo, e formam a base do hinduísmo moderno. As tradições ritualísticas da religião védica são preservadas na tradição conservadora do Śrauta, com a exceção do sacrifício de animais, que foi abandonado pelas castas mais altas, na sua maioria, no final do período védico, em parte devido à influência do budismo e do jainismo, que criticam tais práticas [carece de fontes?].

## O período védico tardio
A transição do período védico antigo para o tardio foi marcada pela emergência da agricultura como a atividade econômica dominante e pelo declínio correspondente da importância da pecuária. Várias mudanças paralelas a isso ocorreram. Por exemplo, vários grandes reinos ascenderam devido à importância da terra e do comércio a longa distância. O período védico tardio, de 500 a.C. para frente, mistura-se com o período dos Reinos Médios da Índia, conhecidos de fontes históricas.

## Reinos
O período védico tardio foi marcado pela ascensão dos dezesseis Mahajanapadas. O poder do rei e dos xátrias foi grandemente aumentado. Os governantes deram-se títulos como ekarāt (o único rei), sarvabhauma (governante de toda a terra) e chakravartin (aquele que move a roda). Os reis realizavam sacrifícios como rājasūya (consagração real), vājapeya (incluindo corrida de bigas) e, para estabelecer domínio supremo, o ashvamedha (sacrifício de cavalos). A cerimônia de coroação era uma importante ocasião social. Vários funcionários, incluindo os purohita e os senānī, participavam da cerimônia. O papel do povo nas decisões políticas e o status dos vaixás foram grandemente diminuídos.